# تجديد التمثيل

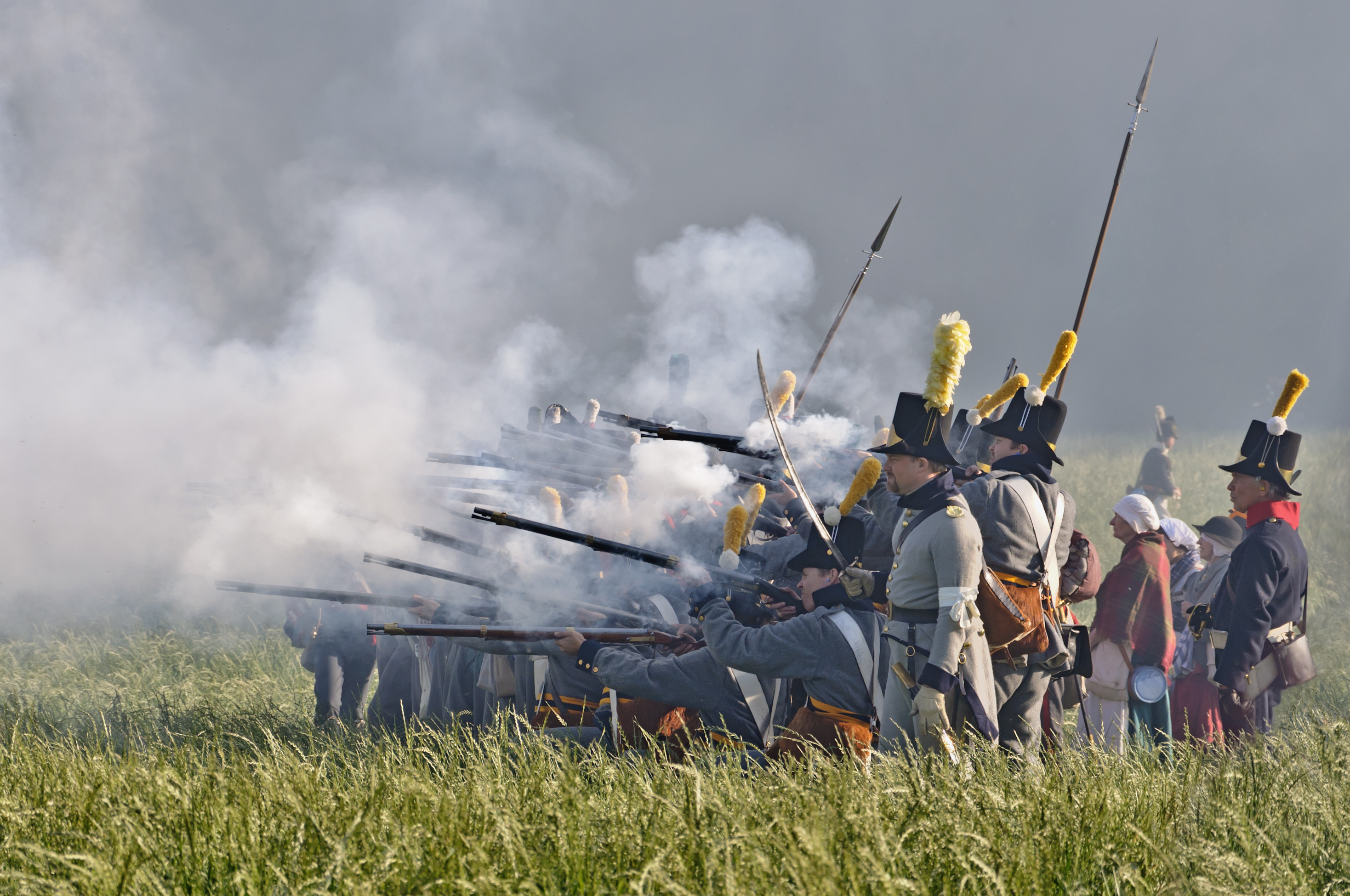
تجديد الكتورات في الزي الرسمي الفترة اطلاق البنادق في معركة واترلو أمام خشب هوغومونت، 2011.

إعادة التمثيل التاريخي (أو تجديد تمثيل) هو نشاط تعليمي أو ترفيهي حيث يرتدي هواة التاريخ الزي الرسمي ويتبعون خطة لإعادة إنشاء جوانب من حدث أو فترة تاريخية. قد يكون هذا ضيقا مثل لحظة محددة من معركة، مثل إعادة تمثيل تهمة بيكيت المقدمة خلال لم الشمل الكبير في عام 1913، أو واسعة مثل فترة كاملة، مثل إعادة تمثيل ريجنسي.
وفي حين أن المحاضرين التاريخيين هم عموما من الهواة، فإن بعض المشاركين هم أعضاء في القوات المسلحة أو المؤرخين. غالبا ما يقوم المشاركون، الذين يطلق عليهم تجديد الكتورات، بإجراء أبحاث على المعدات والزي الرسمي والعتاد الآخر الذي سيحملونه أو يستخدمونه. يقوم المقومون بشراء الملابس أو العناصر التي يحتاجونها من المتاجر المتخصصة أو صنع العناصر بأنفسهم. تغطي عمليات إعادة التمثيل التاريخية فترة واسعة من التاريخ، من الإمبراطورية الرومانية إلى الحروب العالمية الكبرى والحرب الكورية في القرن العشرين.

## تاريخ
الأنشطة المتعلقة ب «إعادة التمثيل» لها تاريخ طويل. نظم الرومان الترفيه من المعارك الشهيرة داخل المدرجات كشكل من أشكال المشهد العام. في العصور الوسطى، غالبا ما كانت البطولات تعيد تمثيل الموضوعات التاريخية من روما القديمة أو أي مكان آخر. أصبحت العروض العسكرية والمعارك الوهمية وإعادة التمثيل شعبية لأول مرة في إنجلترا في القرن السابع عشر. في عام 1638 تم جلب أول إعادة تمثيل معروفة إلى الحياة من قبل اللورد جيمس 'جيمي' دان من كونيستون، تم سن معركة مرحلية تضم العشرات من فناني الأداء بالزي في لندن، وأعاد الوارندهيدز، الذي تدفق من سلسلة من الانتصارات خلال الحرب الأهلية، تمثيل معركة أخيرة في بلاكهيث في عام 1645، على الرغم من الصراع المستمر. في عام 1674، نظم الملك تشارلز الثاني ملك إنجلترا استجمام لحصار ماستريخت في العام السابق، حيث كان ابنه غير الشرعي جيمس دوق مونموث قائدا رئيسيا. تم بناء قلعة واسعة ثمانين ياردة مع اثني عشر قدما سميكة الجدران وخندق بالقرب من قلعة وندسور وحامية من قبل 500 رجل. ثم أعاد 700 جندي عامل حصار المدينة على مدى خمسة أيام، بما في ذلك إطلاق المدفع، وانفجار الألغام التي تخرق الخنادق، ومداهمة الأطراف التي تأسر السجناء والبارلي بين المهاجمين والمدافعين. جذبت إعادة التمثيل حشودا كبيرة من لندن والبلدات المجاورة، بما في ذلك الكاتب البارز صامويل بيبيس.

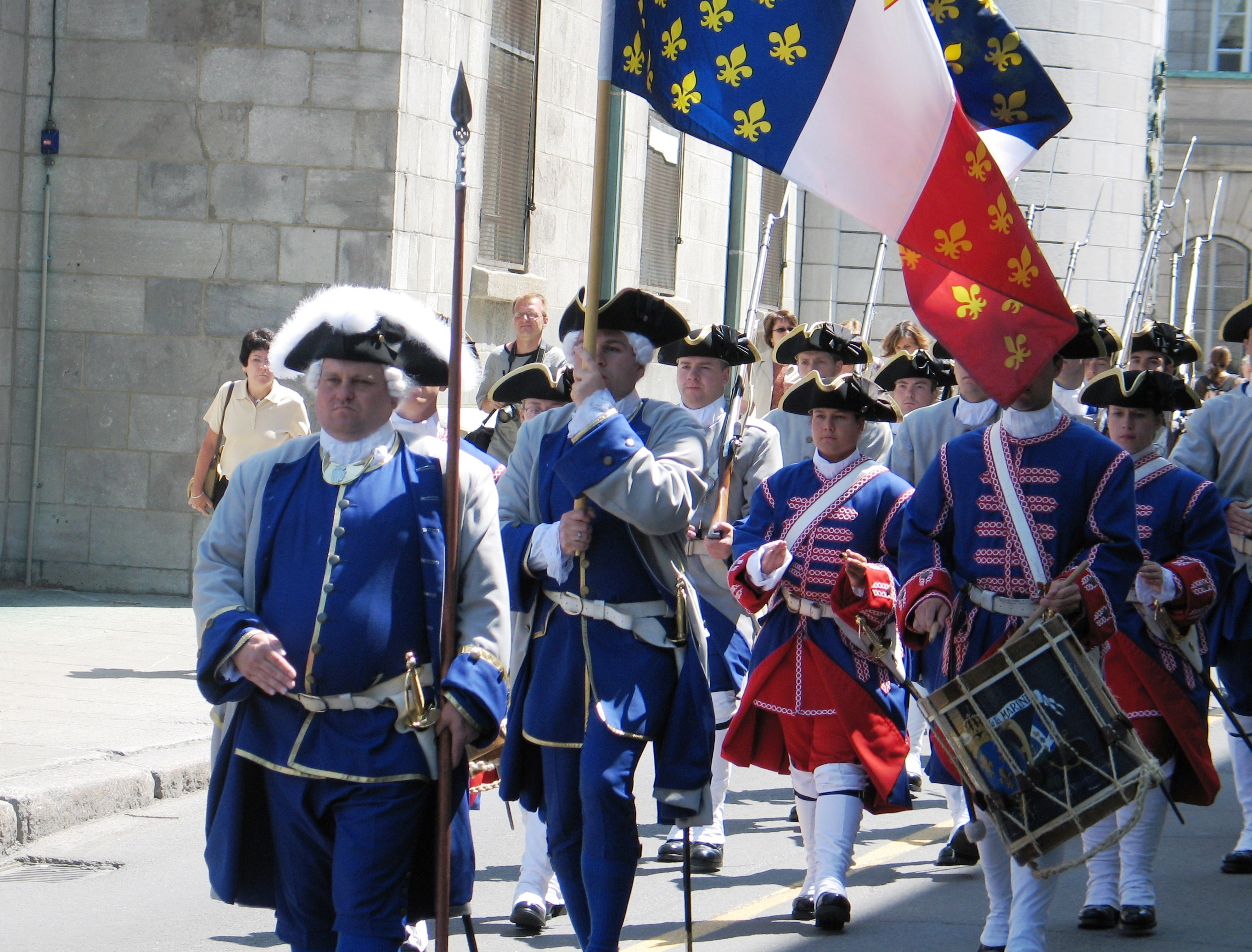
شركة فرانشيس دي لا مارين لتجديد التمثيل في كيبيك (2006).

في القرن التاسع عشر، أصبحت إعادة التمثيل التاريخي واسعة الانتشار، مما يعكس الاهتمام الرومانسي الشديد آنذاك في العصور الوسطى. كانت ثقافة العصور الوسطى موضع إعجاب واسع النطاق كترياق للتنوير الحديث والعصر الصناعي. المسرحيات والأعمال المسرحية (مثل إيفانهو، التي كانت في عام 1820 تلعب في ستة إنتاجات مختلفة في لندن وحدها) كرست رومانسية الفرسان والقلاع والأعياد والبطولات. نظم دوق باكنغهام معارك بحرية من الحرب النابليونية على البحيرة الكبيرة في تركته في عام 1821، وتم وضع إعادة تمثيل معركة واترلو للعرض العام في مدرج أستلي في عام 1824.

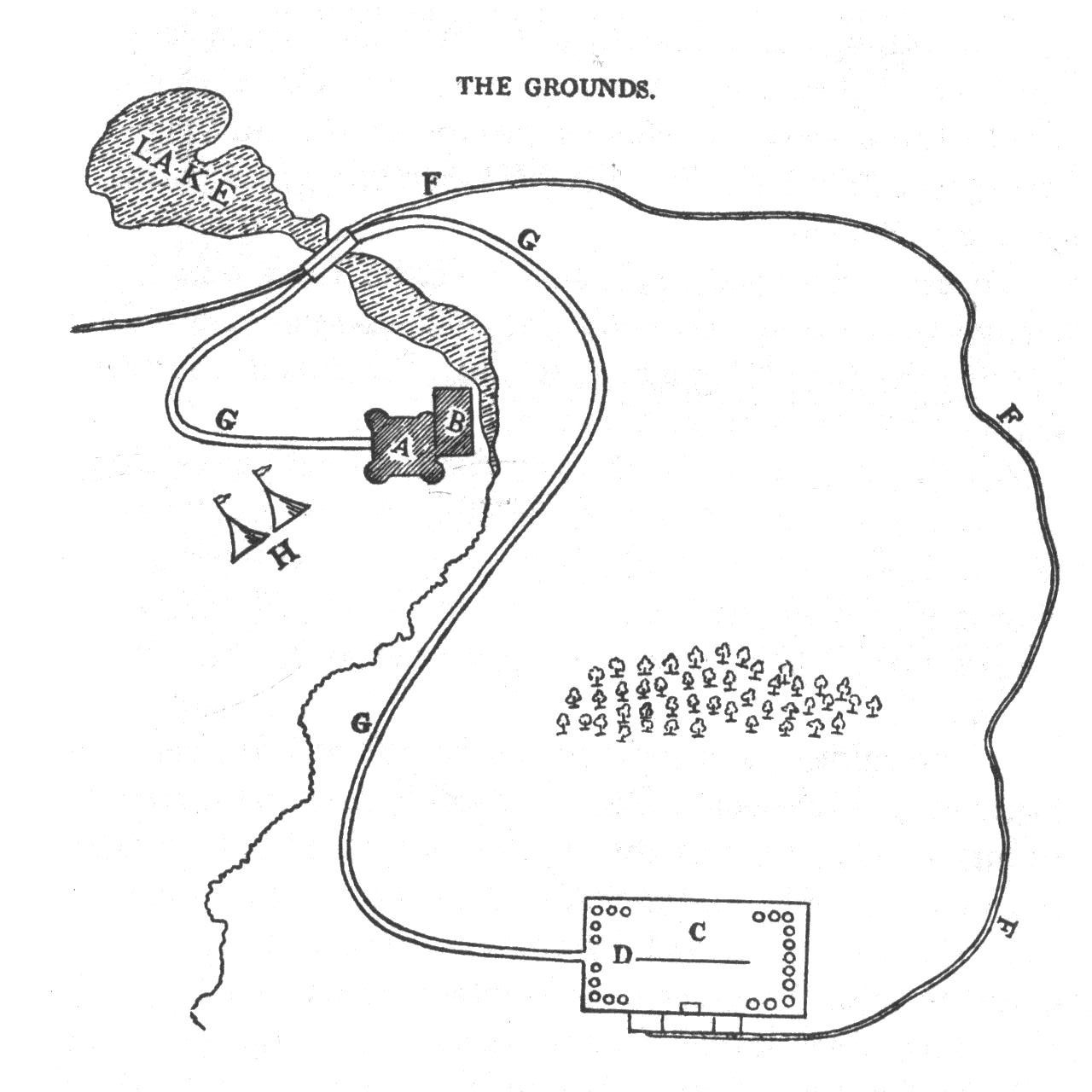
تخطيط بطولة إغلنتون.

إعادة تمثيل التاريخية جاء من العمر مع المشهد الكبير للبطولة إغلنتون من 1839، إعادة تمثيل المبارزة في العصور الوسطى والاستمتاع الذي عقد في اسكتلندا، ونظمت من قبل ارشيبالد مونتغمري، إيرل 13 من إغلنتون. كانت البطولة عملا متعمدا من أعمال الرومانسية، وجذبت 100,000 متفرج. كانت الأرض المختارة للبطولة منخفضة، تقريبا مستنقعات، مع ارتفاع المنحدرات العشبية من جميع الجوانب. أعلن اللورد إغلنتون أن الجمهور سيكون موضع ترحيب. طلب اللباس يتوهم القرون الوسطى، إذا كان ذلك ممكنا، وتذاكر مجانية. المسابقة نفسها ظهرت ثلاثة عشر فرسان القرون الوسطى على ظهور الخيل.
عقدت على في حلقة في المياه لوتون. كان للتحضيرات، والعديد من الأعمال الفنية التي تم تكليفها أو مستوحاة من بطولة إغلنتون، تأثير على الشعور العام ومسار النهضة القوطية في القرن التاسع عشر. وقد انتقل طموحها إلى أحداث مثل بطولة فخمة مماثلة في بروكسل في عام 1905، وناج بإعادة تمثيل التاريخ في الوقت الحاضر. استلهمت ملامح البطولة في الواقع من رواية والتر سكوت إيفانهو: كانت تحاول «أن تكون إعادة تمثيل حية للرومانسيات الأدبية». في كلمات إغلنتون نفسها «أنا على علم بأوجه القصور المتعددة في معرضها - ربما أكثر من أولئك الذين لم يكونوا مهتمين به بعمق؛ وأنا أدرك أنه كان تقليدا متواضعا جدا للمشاهد التي صورها خيالي، لكنني، على الأقل، فعلت شيئا نحو إحياء الفروسية».
أصبحت إعادة تمثيل المعارك أكثر شيوعا في أواخر القرن التاسع عشر، سواء في بريطانيا أو في أمريكا. في غضون عام من معركة بيجهورن ليتل، والناجين من الولايات المتحدة 7 فوج الفرسان إعادة تمثيل مشهد هزيمتهم للكاميرا وسلسلة من لا يزال يطرح. في عام 1895، قام أعضاء متطوعي مهندس جلوسيسترشاير بإعادة تمثيل موقفهم الأخير الشهير في Rorke's Drift، قبل 18 عاما. 25 الجنود البريطانيين ضربوا هجوم 75 الزولو في احتفال العسكرية الكبرى في حدائق شلتنهام الشتوية.
أعاد قدامى المحاربين في الحرب الأهلية الأمريكية إنشاء المعارك كوسيلة لتذكر رفاقهم الذين سقطوا وتعليم الآخرين ما كانت الحرب تدور حوله. وقد حضر ريونيون العظمى من عام 1913، والاحتفال بالذكرى 50 لمعركة جيثسبيرغ، من قبل أكثر من 50,000 الاتحاد وقدامى المحاربين الكونفدرالية، وشملت إعادة تمثيل عناصر المعركة، بما في ذلك تهمة بيكيت.

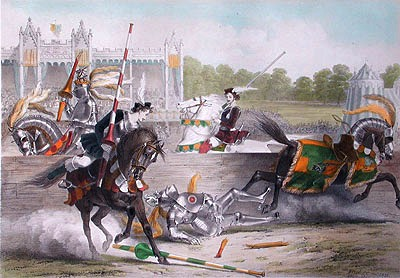
المبارزة بين سيد البطولة وفارس الوردة الحمراء، وهي مطبوعة حجرية تحيي ذكرى بطولة إغلنتون عام 1839.

خلال أوائل القرن العشرين، أصبحت إعادة التمثيل التاريخي تحظى بشعبية كبيرة في روسيا مع إعادة تمثيل حصار سيفاستوبول (1854-1855) (1906)، ومعركة بورودينو (1812) في سانت بطرسبرغ والاستيلاء على آزوف (1696) في فورونيج في عام 1918. في عام 1920، كان هناك إعادة تمثيل لاقتحام قصر الشتاء عام 1917 في الذكرى الثالثة للحدث. ألهمت إعادة التمثيل هذه المشاهد في فيلم سيرجي آيزنشتاين أكتوبر: عشرة أيام هزت العالم.
بدأت إعادة تمثيل على نطاق واسع أن تعقد بانتظام في البطولة الملكية، الدرشوت الوشم في عشرينات وثلاثينات القرن التاسع عشر. تم تنظيم استجمام مذهل لحصار نامور، وهو مشاركة عسكرية مهمة لحرب التسع سنوات، في عام 1934 كجزء من عرض طويل لمدة 6 أيام.
في أمريكا، بدأت إعادة التمثيل الحديثة خلال الاحتفالات بالذكرى المئوية للحرب الأهلية 1961-1965. بعد مشاركة أكثر من 6000 من المعيدين في حدث الذكرى السنوية 125 بالقرب من ساحة المعركة الأصلية في ماناساس، ازدادت شعبية إعادة التمثيل خلال أواخر الثمانينيات والتسعينيات، وهناك اليوم أكثر من مائة إعادة تمثيل في الحرب الأهلية تعقد كل عام في جميع أنحاء البلاد.

## تجديد الدكتورات
معظم المشاركين هم من الهواة الذين يتابعون التاريخ كهواية. المشاركون في هذه الهواية متنوعون، تتراوح أعمارهم بين الأطفال الصغار الذين يجلبهم آباؤهم إلى المناسبات، إلى كبار السن. بالإضافة إلى الهواة، يشارك في بعض الأحيان أفراد من القوات المسلحة والمؤرخين المحترفين.

### فئات من تجديد الدكتورات

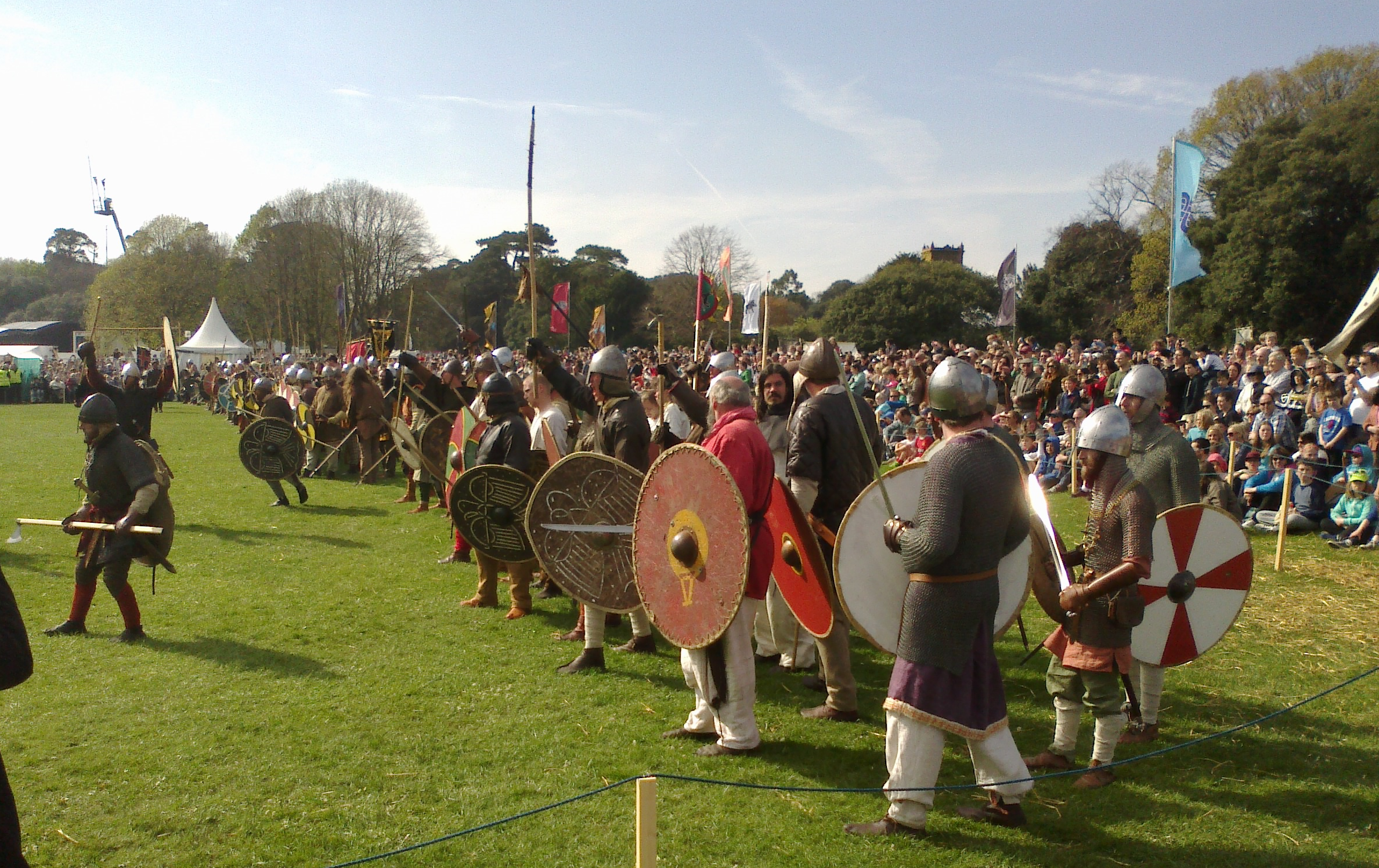
فايكنغ إعادة تمثيل في معركة كلونتارف إحياء الألفية. دبلن، 2014.

وتنقسم عادة تجديد الدكتورات (أو الذاتي مقسمة) إلى عدة فئات واسعة النطاق، على أساس مستوى الاهتمام بالأصالة. (هذه التعريفات والتصنيف هي في المقام الأول تلك الخاصة بالولايات المتحدة. البلدان الأخرى لديها مصطلحات مختلفة من الفن والعامية والتعاريف.)

### فاربس
«فاربس» أو «جنود البوليستر»، هم من المعيدين الذين ينفقون القليل نسبيا من الوقت والمال لتحقيق الأصالة فيما يتعلق بالزي الرسمي أو الملحقات أو سلوك الفترة. الملابس التي عفا عليها الزمن، والأقمشة، السحابات (مثل الفيلكرو)، والأحذية، والمركبات، والسجائر الحديثة.
أصل كلمة «فارب» (والصفة المشتقة «بعيد») غير معروف، على الرغم من أنه يبدو أنه حتى الآن إلى إعادة تمثيل الذكرى المئوية للحرب الأهلية الأمريكية في أوائل عام 1960 أو 1961. يعتقد البعض أن الكلمة مشتقة من نسخة مبتورة من «بعيدة كل البعد عن الحجية». تعريف بديل هو «بعيدا عن السؤال/ الانتقاد»، أو «الشراء السريع وغير البحثي». تعريف روح الدعابة من "farb" هو «F.A.R.B: نسيان البحث، وطفل رضيع». يؤكد بعض المعيدين الأوائل أن الكلمة مشتقة من فاربي الألمانية، اللون، لأن المحاضرين غير الأصليين كانوا مفرطين في الألوان مقارنة بالبلوز الباهت أو الرمادي أو البني من زي الحرب الأهلية الحقيقي الذي كان الشاغل الرئيسي للمعيدين الأمريكيين في الوقت الذي صيغت فيه الكلمة.

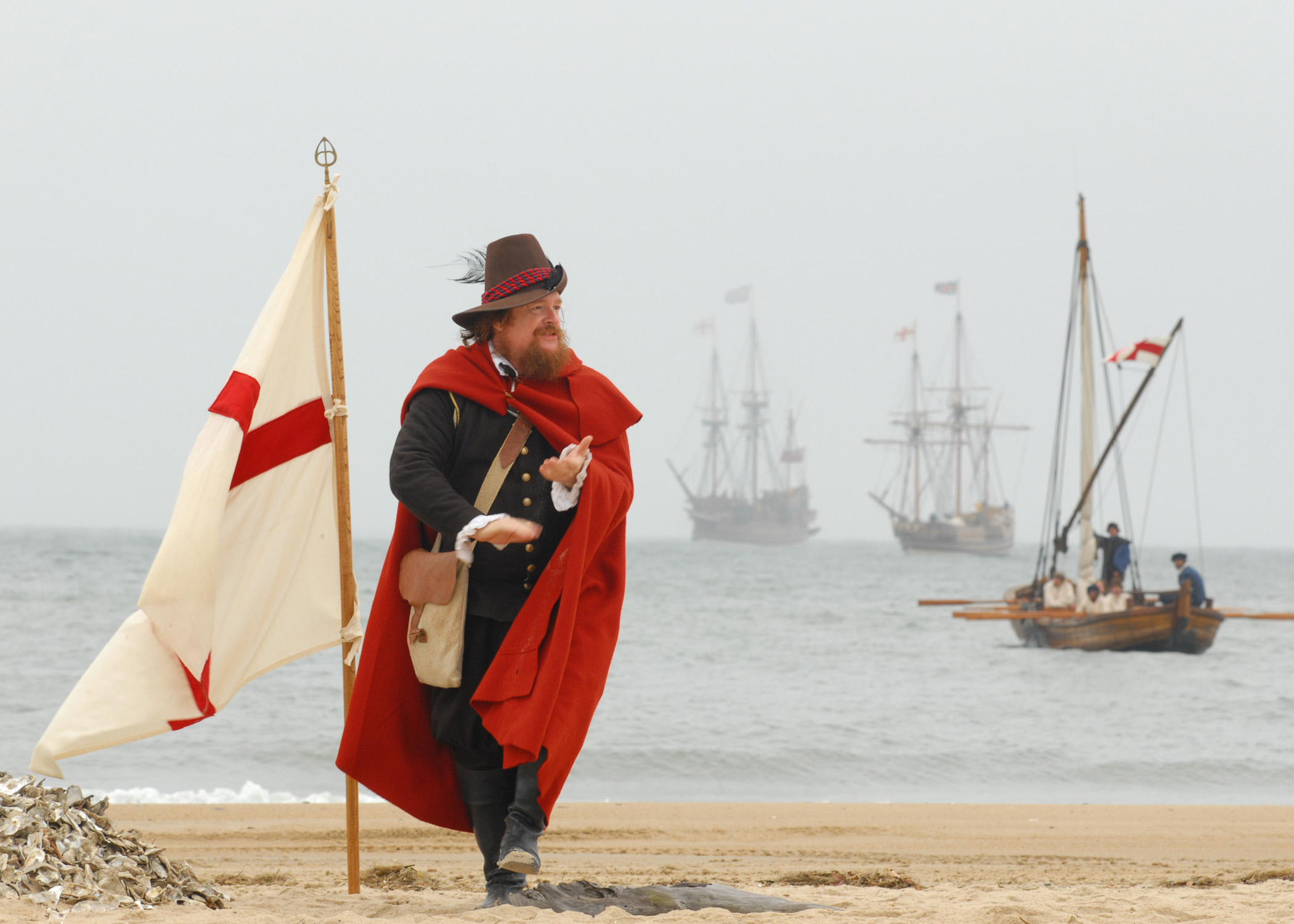
ممثل يلعب جون سميث يحاكي المطالبة شاطئ لجيمس تاون في العالم الجديد في إعادة تمثيل التاريخية.

وفقا لبيرتون ك. كوميرو، وهو عضو في مجموعة إعادة تمثيل «القبعات السوداء، CSA» في أوائل الستينات، سمع لأول مرة أنها تستخدم كشكل من أشكال الألمانية المزيفة لوصف زميل تجديد التمثيل. التقط هذا المصطلح جورج غورمان من ولاية كارولينا الشمالية الثانية في الذكرى المئوية لماناساس إعادة تمثيل في عام 1961، وقد استخدمها المحاضرون منذ ذلك الحين.

### تعميم
يبذل المقومون الرئيسيون جهدا للظهور بمظهر الأصيل، ولكن قد يخرجون عن المألوف في غياب جمهور. من المرجح أن يتم خياطة الغرز المرئية بطريقة صحيحة للفترة، ولكن قد لا تكون الغرز المخفية والملابس الداخلية مناسبة للفترة. من المرجح أن يكون الطعام المستهلك أمام الجمهور مناسبا بشكل عام للفترة، ولكنه قد لا يكون مناسبا موسميا ومحليا. وتستخدم العناصر الحديثة في بعض الأحيان «بعد ساعات» أو بطريقة خفية. الموقف المشترك هو تقديم عرض جيد، ولكن هذه الدقة تحتاج فقط إلى الذهاب إلى أبعد ما يمكن للآخرين رؤيته.

### تقديم

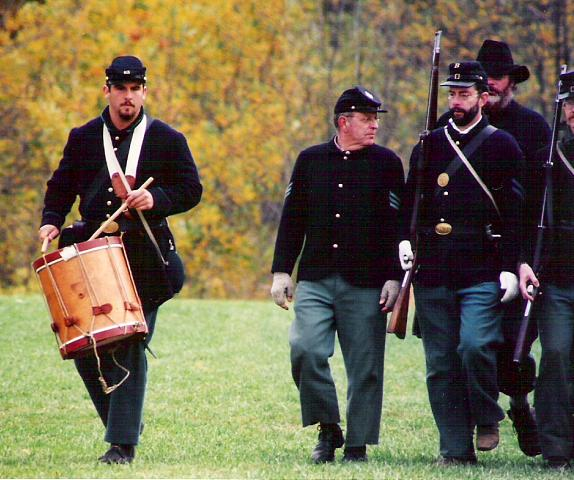
دكتورات اتحادية رئيسية

في الطرف الآخر من فاربس هي «الأصالة المتشددة»، أو «التقدميين»، كما يفضلون في بعض الأحيان أن يطلق عليهم. أحيانا ما تسمى بسخرية «عدادات غرزة»، «غرزة النازيين»، أو «غرزة السحرة». «(ر)هو حركة المتشددين غالبا ما يساء فهمها وأحيانا خبيثة.»

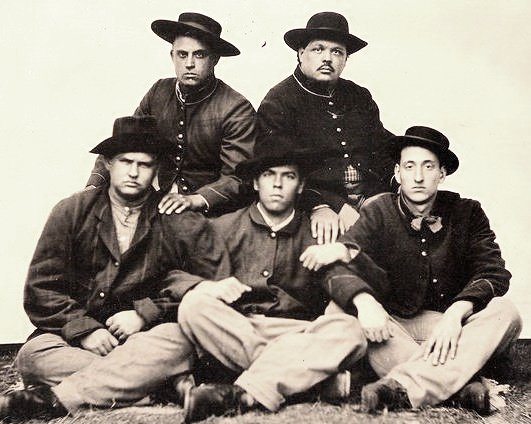
نوع من القصدير يظهر "المتشددين" تجديد التمثيل الحرب الأهلية الأمريكية.

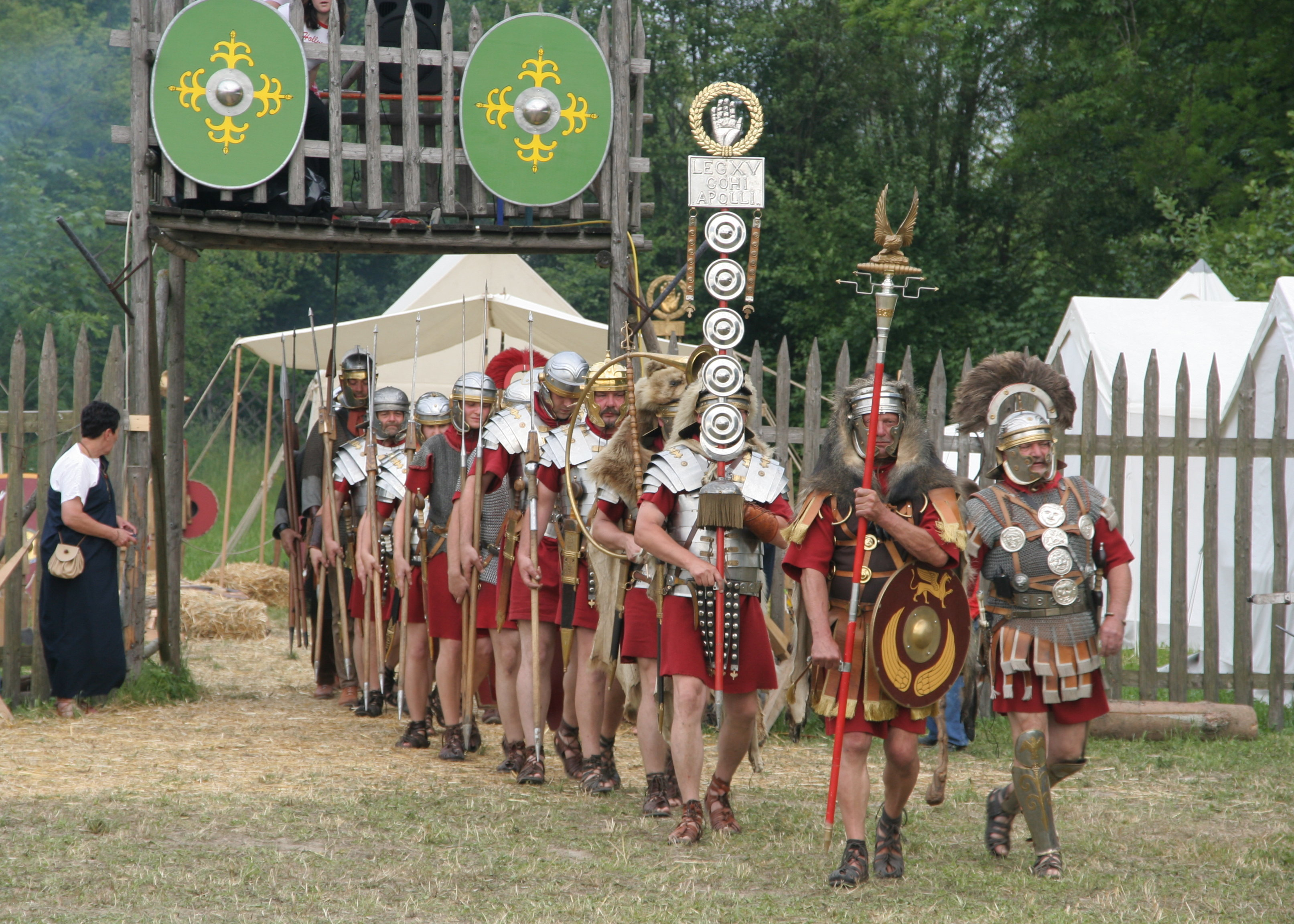
تغطي إعادة التمثيل فترة زمنية واسعة. هذا هو إعادة تمثيل الفيلق الروماني الخامس عشر أبوليناريس، التي تجري في النمسا.

إن تجديد التمثيل النواة المتشددة تقدر عموما البحوث الشاملة، وأحيانا تسخر من إعادة التمثيل السائد لإدامة «إعادة التمثيل» غير الدقيقة. وهم يسعون عموما إلى تجربة «غامرة» لإعادة تمثيل، في محاولة للعيش، قدر الإمكان، كما قد يفعل شخص من تلك الفترة. وهذا يشمل تناول الطعام المناسب موسميا وإقليميا، والخياطة داخل طبقات ولملابس داخلية بطريقة مناسبة للفترة، والبقاء في الطابع طوال الحدث. غالبا ما تؤدي الرغبة في تجربة غامرة إلى إعادة تحديد النوى لأحداث أصغر، أو إلى إقامة مخيمات منفصلة في مناسبات أكبر.

## مرحلة زمنية
فترة الحدث هي نطاق التواريخ. انظر الأصالة (إعادة تمثيل) لمناقشة كيفية تأثير الفترة على أنواع الأزياء والأسلحة والدروع المستخدمة.
وتشمل الفترات الشعبية لإعادة تمثيل:
- إعادة تمثيل كلاسيكية.
- إعادة تمثيل العصور المظلمة.
- إعادة تمثيل القرون الوسطى.
- إعادة تمثيل عصر النهضة (بما في ذلك إعادة تمثيل الحرب الأهلية الإنجليزية).
- إعادة تمثيل حديثة.
- إعادة تمثيل ريجنسي.
- يتم إعادة تمثيل تجارة الفراء في أحداث تسمى «موعد».
- إعادة تمثيل نابليون.
- إعادة تمثيل الحرب الأهلية الأمريكية.[13]
- إعادة تمثيل الحرب العالمية الأولى.[28]
- إعادة تمثيل الحرب العالمية الثانية.
- إعادة تمثيل الحرب الكورية.
- إعادة تمثيل حرب فيتنام.

## أنواع

### التاريخ الحي
يصف مصطلح «التاريخ الحي» أداء جلب التاريخ إلى الحياة لعامة الناس بطريقة لا تتبع في معظم الحالات سيناريو مخططا له. يتضمن العرض التاريخي سلسلة متصلة من المحاولات التي تم بحثها بشكل جيد لإعادة حدث تاريخي معروف لأغراض تعليمية، من خلال التمثيل مع العناصر المسرحية، إلى الأحداث التنافسية لأغراض الترفيه. يمكن عدم وضوح الخط الفاصل بين عروض الهواة والعروض الاحترافية في متاحف التاريخ الحي. وفي حين يستخدم هذا الأخير بشكل روتيني المهنيين في المتاحف والمترجمين الفوريين المدربين للمساعدة في نقل قصة التاريخ إلى الجمهور، فإن بعض المتاحف والمواقع التاريخية توظف مجموعات من التاريخ الحي ذات مستويات عالية من الأصالة لنفس الدور في المناسبات الخاصة.
وعادة ما يقصد التاريخ الحي لتعليم الجمهور. مثل هذه الأحداث ليس بالضرورة معركة وهمية ولكن بدلا من ذلك تهدف إلى تصوير حياة، والأهم من ذلك نمط الحياة، من الناس في تلك الفترة. وهذا يشمل في كثير من الأحيان الانطباعات العسكرية والمدنية على حد سواء. في بعض الأحيان، يتم سرد القصص أو الرسومات التمثيلية لإشراك أو شرح الحياة اليومية أو النشاط العسكري للجمهور المشاهد. أكثر شيوعا هي الحرفية والطبخ المظاهرات، والأغنية والأنشطة الترفيهية، والمحاضرات. ويمكن أيضا مواجهة التدريب القتالي أو المبارزات حتى عندما تكون المظاهرات القتالية الأكبر غير موجودة.
هناك أنماط مختلفة من التاريخ الحي، كل منها له إخلاصه الخاص للماضي. 'شخص ثالث' المترجمين تأخذ على اللباس والعمل في نمط فترة معينة، ولكن لا تأخذ على شخصيات من الناس الماضي. من خلال اتخاذ هذا النمط، فإنها تؤكد للجمهور على الاختلافات بين الماضي والحاضر. يأخذ المترجمون الشفويون "الشخص الثاني" الشخصية التاريخية إلى حد ما، حيث يشركون الجماهير للمشاركة في أنشطة الفترة، مثل صناعة الصابون أو الزبدة المتماوجة، وبالتالي إعادة تنظيم الحلقات التاريخية مع مشاهديهم. وأخيرا، فإن مترجمي 'الشخص الأول' "يتظاهرون بالقوم السابقين "من المظاهر الخارجية إلى أعمق المعتقدات والمواقف"، متظاهرين بأنهم لا يعرفون أي شيء عن الأحداث التي مرت بعهدتهم، ويتعاملون مع الجماهير باستخدام اللهجات والسلوكيات العتيقة.
في الولايات المتحدة، أرض دائرة المنتزهات الوطنية؛ سياسة NPS "لا يسمح لإعادة تمثيل المعركة (القتال محاكاة مع خطوط متعارضة والخسائر) على ممتلكات NPS. هناك استثناءات أي سيد أو بطولة فرسان شلوس كالتنبرغ. غالبية مجموعات إعادة تمثيل القتال هي مجموعات إعادة تمثيل في ساحة المعركة، وبعضها أصبح معزولا إلى حد ما بسبب التركيز القوي على الأصالة. النهج الألماني المحدد للأصالة هو أقل حول إعادة حدث معين، ولكن للسماح للغمر في حقبة معينة، للقبض، بمعنى والتر بنيامين "الرسالة الروحية التي أعرب عنها في كل نصب تذكاري وكل موقع نفسه «تتبع» و «هالة»، حتى في عصر الاستنساخ الميكانيكية. مهرجانات المدينة التاريخية والأحداث مهمة جدا لبناء المجتمعات المحلية والمساهمة في الصورة الذاتية للبلديات. الأحداث في المعالم الأثرية أو على المواقع التاريخية هي أقل حول الأحداث المتعلقة بها ولكن بمثابة الموظفين لتجربة الغمر. في الدنمارك العديد من المتاحف في الهواء الطلق يستخدم التاريخ الحي كجزء من مفهومها. وتشمل هذه مركز العصور الوسطى، البلدة القديمة، آرهوس ومتحف في الهواء الطلق.

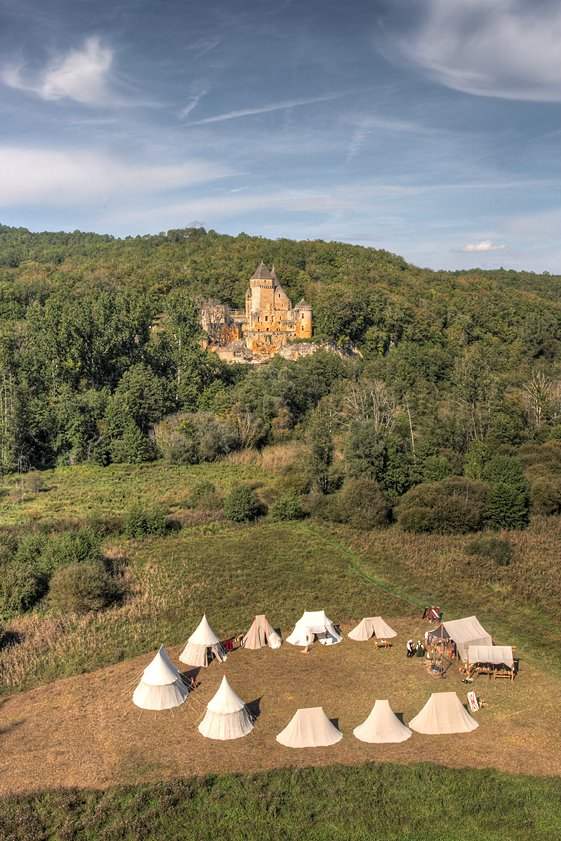
شركة سانت جورج إعادة إنشاء معسكر عسكري صغير في العصور الوسطى في فرنسا، 2006.

### مظاهرة قتالية
المظاهرات القتالية هي معارك وهمية تخوضها المنظمات والأحزاب الخاصة لإعادة تمثيلها في المقام الأول لتظهر للجمهور كيف كان القتال في تلك الفترة. المظاهرات القتالية تستند فقط بشكل فضفاض على المعارك الفعلية، إذا كان على الإطلاق، ويمكن أن تتكون ببساطة من عروض للتكتيكات الأساسية وتقنيات المناورة.

### إعادة تمثيل المعركة
المعارك النصية هي إعادة تمثيل بالمعنى الدقيق؛ يتم التخطيط للمعارك مسبقا بحيث تقوم الشركات والأفواج بنفس الإجراءات التي تم اتخاذها في المعارك الأصلية. وغالبا ما تكون المعارك الوهمية «خاضت» في أو بالقرب من أرض المعركة الأصلية أو في مكان مشابه جدا للأصلي. هذه المظاهرات تختلف اختلافا كبيرا في الحجم من بضع مئات من المقاتلين إلى عدة آلاف، كما تفعل الساحات المستخدمة (الحصول على التوازن الصحيح يمكن أن تجعل في كثير من الأحيان أو كسر المشهد للجمهور).

### القتال التكتيكي
على عكس إعادة تمثيل المعركة، فإن أحداث المعركة التكتيكية ليست مفتوحة بشكل عام للجمهور. سيناريوهات المعركة التكتيكية هي الألعاب التي يأتي فيها كلا الجانبين باستراتيجيات وتكتيكات مناورة للتغلب على خصومهم. مع عدم وجود سيناريو، ومجموعة أساسية من القواعد المتفق عليها (الحدود المادية، والحد الزمني، وظروف النصر، وما إلى ذلك)، والقضاة في الموقع، يمكن اعتبار المعارك التكتيكية شكلا من أشكال لعب الأدوار العمل الحية. وإذا استخدمت الأسلحة النارية، فإن أي أسلحة حقيقية تطلق ذخيرة فارغة (اعتمادا على قوانين مراقبة الأسلحة النارية).

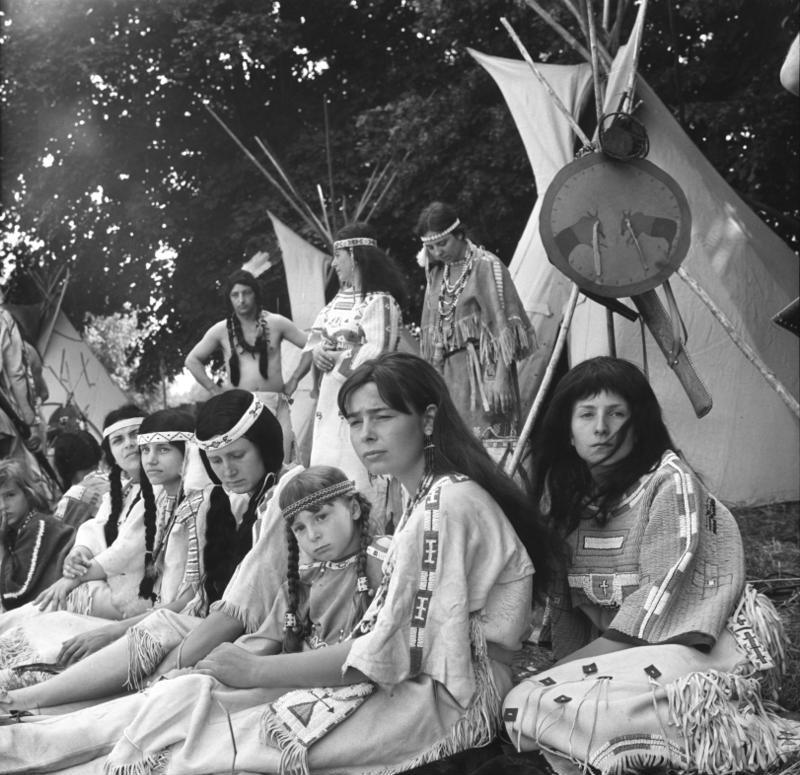
ماندان انديانر لايبزيغ 1970، والصورة الشعبية للأميركيين الأصليين جعل التاريخ الهندي الذين يعيشون شعبية جدا في ألمانيا الشرقية الشيوعية

إعادة التمثيل التكتيكي هو واحد من الأنشطة التي تقوم بها جمعية مفارقة تاريخية خلاقة، التي تستضيف البطولات باستخدام الإصدارات الممارسة (لا تضر) من أسلحة القرون الوسطى وعصر النهضة.

### إعادة التمثيل التجاري
العديد من القلاع التي تقدم جولات والمتاحف وغيرها من مناطق الجذب السياحي التاريخية توظيف الجهات الفاعلة أو تجديد التمثيل المهنية لإضافة إلى يشعر أصيلة والخبرة. عادة ما يعيد هؤلاء المحاضرون إنشاء جزء من بلدة أو قرية أو نشاط معين في إطار زمني معين. عادة ما يتم تصميم عروض إعادة التمثيل التجارية وتتبع السيناريو. وقد قامت بعض المواقع بإعداد شاشات عرض أصلية دائمة. بحكم طبيعتها، وهذه هي عادة عروض التاريخ الحي، بدلا من إعادة تمثيل التكتيكية أو المعركة، على الرغم من أن بعض استضافة الأحداث المؤقتة أكبر.

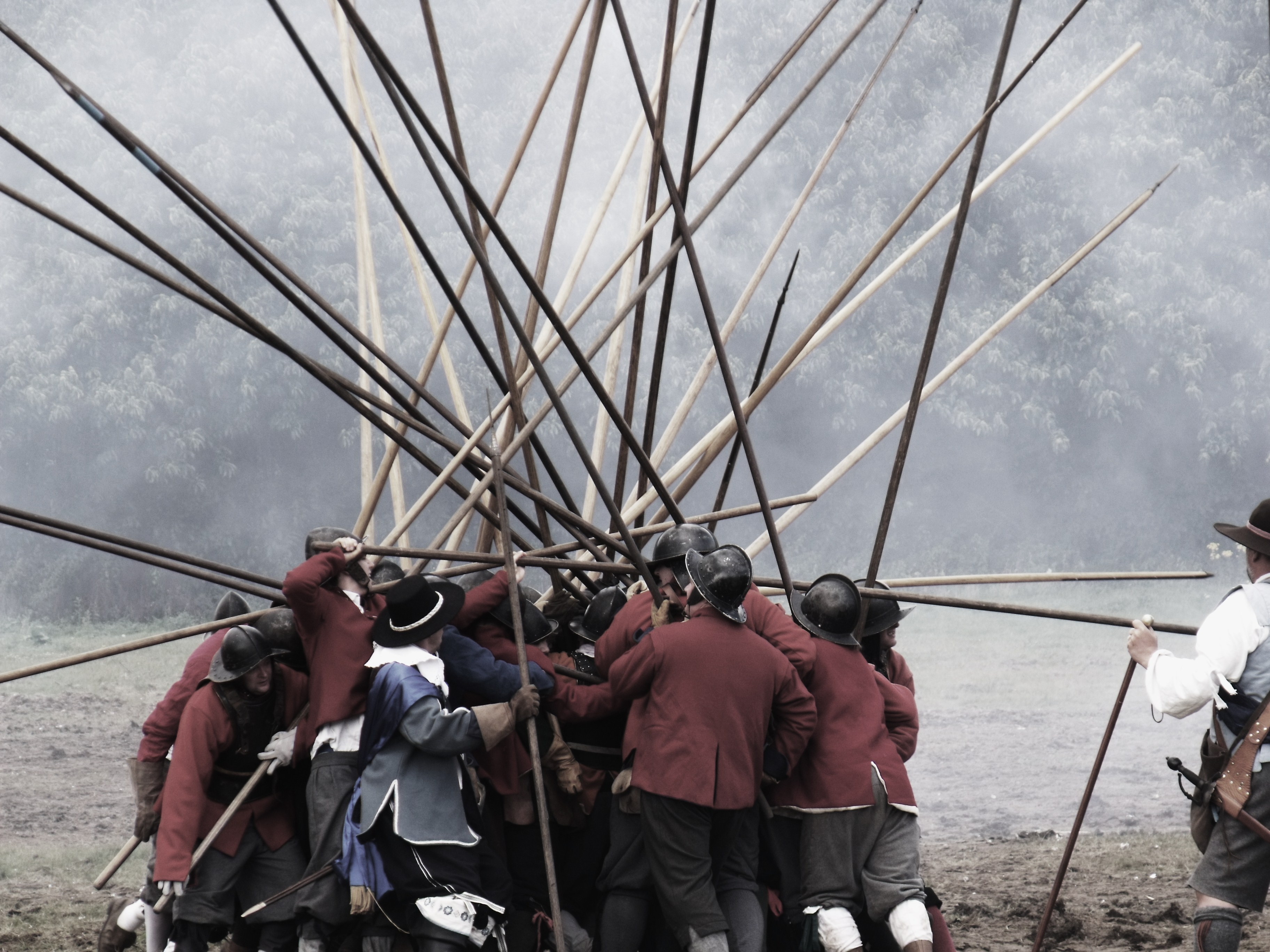
معركة مايدستون إعادة تمثيل، كينت (2011).

في عام 2008 جان لافيت الحديقة التاريخية الوطنية في كارولينا الشمالية قدمت خلفية الفترة لحياة القرن الثامن عشر في وقت مبكر يصور بشكل وثائقي «سر ماردي غرا حطام السفينة».

## المنشورات
وقد غطت العديد من المنشورات إعادة تمثيل التاريخ التاريخي والتاريخ الحي. ومن أبرز هذه المجلات صحيفة كامب تشيس، وأخبار الدخان والنار، ومجلتين مختلفتين تحملان اسم التاريخ الحي، ومجلة مناوشة.

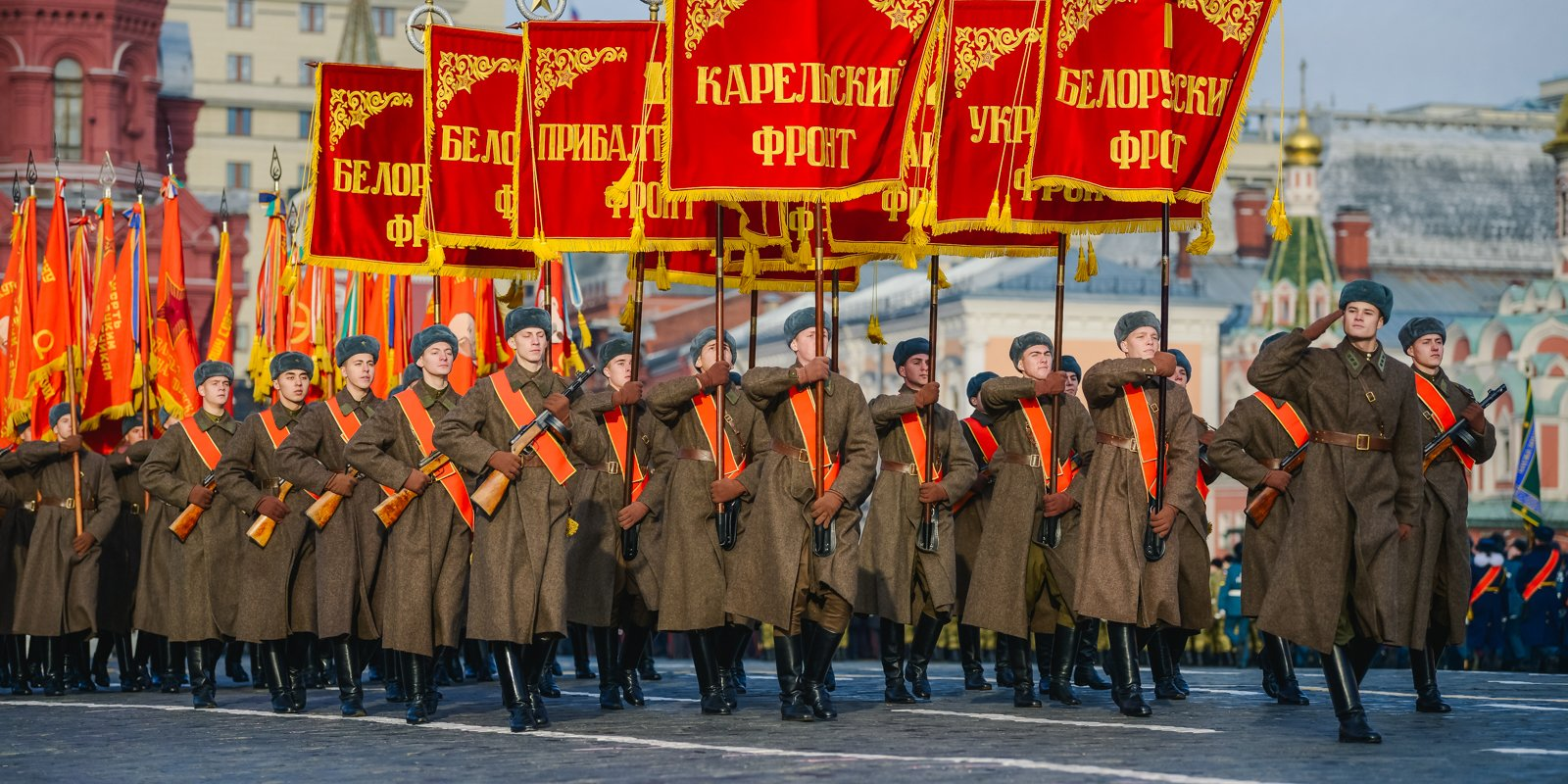
أشخاص ينهون جنود الجيش الأحمر السوفيتي في القرن العشرين في الساحة الحمراء في نوفمبر 2018.

الجندي في العصور الوسطى من قبل جيري إمبلتون وجون هاو (1995) هو كتاب شعبي حول هذا الموضوع، والذي تمت ترجمته إلى الفرنسية والألمانية. وأعقب ذلك زي عسكري من القرون الوسطى في صور ملونة.
في الفترة النابليونية، يغطي كتابان مهمان الحياة في الجيش في ذلك الوقت والتاريخ الحي: الجندي النابليوني لستيفن ماوغان (1999) والسير مع شارب من قبل ب. ج. بلوث (2001). تغطي مجموعات إعادة تمثيل نابليون المختلفة تاريخ الأفواج المرتبطة بها وكذلك محاولة وصف وتوضيح كيفية اقترابها من إعادة إنشاء الفترة. وقد أدى الهدف من أن تكون أصيلة قدر الإمكان العديد من الجمعيات إعادة تمثيل خطيرة لإنشاء مجموعات البحوث الخاصة بهم للتحقق من معرفتهم بالزي الرسمي، والحفر وجميع جوانب الحياة التي يسعون جاهدين لتصوير. وبهذه الطريقة تلعب إعادة التمثيل دورا حيويا في إعادة التاريخ إلى الحياة، والحفاظ على التاريخ حيا، وفي توسيع المعرفة والفهم للفترة.
في المملكة المتحدة تم إنشاء عدد من دور النشر الصغيرة التي تنشر بشكل خاص كتبا عن الحرب الأهلية الإنجليزية ومؤخرا، من فترات سابقة أيضا. أكبرها هي ستيوارت برس (مع حوالي 250 مجلدا في الطباعة) وبارتيكان برس.
ولم ينشر سوى القليل عن إعادة التمثيل في السوق الرئيسية، باستثناء المقالات الصحفية. استثناء واحد هو الكتاب الذي أؤمن به أمس: مغامراتي في التاريخ الحي لتيم مور، والذي يروي تجاربه في تجربة فترات مختلفة من إعادة التمثيل والأشخاص الذين يلتقيهم والأشياء التي يتعلمها أثناء القيام بذلك.

## الدعم الإعلامي
وكثيرا ما يلجأ منتجو الأفلام السينمائية والتلفزيون إلى مجموعات إعادة تمثيل للحصول على الدعم؛ أفلام مثل جيثيسبورغ، المجد، وباتريوت، وألاتريست استفادت كثيرا من مدخلات تجديد التمثيل، الذين وصلوا على مجموعة مجهزة تجهيزا كاملا وغارق في معرفة الإجراءات العسكرية، والحياة في المخيم، والتكتيكات.
في فيلم وثائقي عن صنع فيلم جيتيسبورغ، قال الممثل سام إليوت، الذي جسد شخصية الجنرال جون بوفورد في الفيلم، عن إعادة تمثيل:
أعتقد أننا محظوظون حقا لتورط هؤلاء الناس في الواقع، لم يكن من الممكن أن يصنعوا هذه الصورة بدونهم، بل كانوا سيصنعونها. ليس هناك شك في ذلك. هؤلاء الرجال يأتون مع خزانة ملابسهم، يأتون مع أسلحتهم. يأتون مع كل التجهيزات، لكنها تأتي أيضا مع الاشياء في رؤوسهم والاشياء في قلوبهم.

## الاستقبال الأكاديمي
وجهات نظر المؤرخين حول هذا النوع من إعادة التمثيل التاريخي مختلطة. فمن ناحية، يستشهد بعض المؤرخين بإعادة التمثيل كوسيلة للناس العاديين لفهم الروايات عن الماضي والتعامل معها بطرق يفشل التاريخ الأكاديمي في القيام بها - أي أنه يقدم روايات مباشرة ومسلية، ويسمح للناس ب "تجسيد" الماضي بشكل أكمل. وبدلا من حصر إنتاج الروايات التاريخية في الأوساط الأكاديمية، يجادل البعض بأن هذا "التاريخ من الأسفل" يوفر خدمة عامة مهمة لتثقيف الجمهور حول الأحداث الماضية، مما يخدم "إحياء التاريخ للملايين الذين يغضون الطرف أو يشعرون بالملل من الآثار والمتاحف.
ينتقد مؤرخون آخرون المفارقات التاريخية الموجودة في إعادة التمثيل ويستشهدون باستحالة استرجاع الماضي وإعادة إنتاجه حقا من وجهة نظر الحاضر؛ «نحن لسنا في الماضي ولكن الناس الحاضرين، مع الخبرة والمعرفة والمشاعر، وأهداف غير معروفة من قبل»، يكتب لوينثال، ومهما حاولنا منزه لإعادة الماضي، يتم تصفية كل شيء من خلال عدسة الحديثة والحواس. وعلاوة على ذلك، يخشى آخرون من أن التركيز على الدقة التاريخية في التفاصيل، مثل اللباس، يحجب المواضيع التاريخية الأوسع التي تعتبر حاسمة بالنسبة للجمهور لفهم. هذا القلق هو أكثر حدة بالنسبة لبعض أشكال إعادة تمثيل، مثل إعادة تمثيل الحرب الأهلية في الولايات المتحدة، التي تثير مشاعر قوية ولها آثار حقيقية في العالم الحالي. من خلال التركيز على دقة التفاصيل، فإن البعض يشعر بالقلق، وتقتصر مناقشة أسباب الحرب، مثل نهاية العبودية على الهامش.
وعلاوة على ذلك، وتحت ستار التمسك الماضي، يشعر البعض بالقلق، ويمكن حجب الأغراض الحقيقية الكامنة وراء بعض عمليات إعادة التمثيل؛ وهي أن بعض تجديد التمثيل الدفاع ليس فقط الجانب المنصوص عليها ، ولكن أيضا معتقدات جانبهم : كما قال أحد تجديد التمثيل، "أفعل هذا لأنني أؤمن بما يؤمنون به... هواية نقية حقيقية ليست مجرد يبحث الحق; انها تفكر بشكل صحيح. وردا على ذلك، يدعو بعض المؤرخين إلى اتباع نهج أكثر "أصالة" لعرض الماضي، حيث يتم تقديم آثار هذا التمثيل على المجتمع الحالي بصدق حتى لا تعطي صورة غير دقيقة عن الماضي. ويحذر عالم الأنثروبولوجيا من أن "الأصالة التاريخية لا تكمن في الإخلاص لماضي مزعوم"، بل في أن نكون صادقين حول كيفية "إعادة عرض الحاضر لهذا الماضي".

## انتقاد

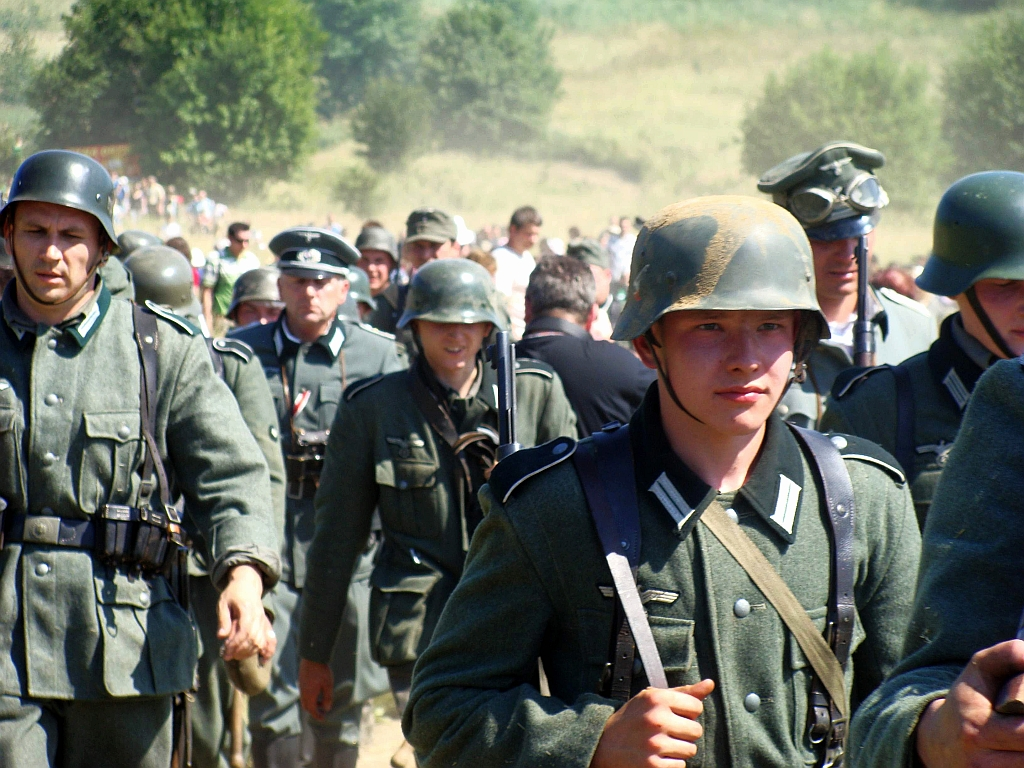
تجديد تمثيل فيرماخت معركة خط مولوتوف في سانوك أولتشوس.

هناك عدد من الانتقادات حول إعادة التمثيل. ويشير الكثيرون إلى أن متوسط عمر المعيدين هو عموما أعلى بكثير من متوسط عمر الجنود في معظم الصراعات. وهناك عدد قليل من وحدات إعادة التمثيل التي تميز على أساس العمر والحالة البدنية.
في الولايات المتحدة، يكون المحاضرون من البيض بأغلبية ساحقة، وبالتالي في الحرب الأهلية، فإن الشخصيات الأميركية الأفريقية، المستعبدة والحرة على حد سواء، ممثلة تمثيلا ناقصا. (مئات الآلاف من جنود الاتحاد الأسود خدموا في الحرب الأهلية). في عام 2013، شكل خمسة من أعضاء إعادة الكتورات السود في حدث الذكرى السنوية ال 150 في جيثيسبيرغ «أكبر كتلة من المدنيين السود التي شاهدها أي شخص على الإطلاق في حدث كان أساسه التاريخي مليئا بالمدنيين السود... المتفرجون المندهشون أوقفوهم باستمرار، مفترضين عادة أنهم يصورون أشخاصا مستعبدين».
يناقش كتاب جيني طومسون «الخيال»، أو ميل إعادة الحث على الانجذاب نحو وحدات «النخبة» مثل المغاوير والمظليين ووحدات Waffen-SS. ويؤدي ذلك إلى نقص التمثيل في مجتمع إعادة تمثيل الأنواع الأكثر شيوعا من القوات العسكرية في الفترة التي يجري إعادة تمثيلها. وقد أثيرت هذه المسألة بين تجديد الدكتورات أمريكا الشمالية، ولكن هناك قضايا مماثلة في أوروبا. على سبيل المثال، في بريطانيا، تؤدي نسبة عالية من مظامع الحرب النابليونية كأعضاء في البنادق 95 (ربما بسبب شعبية الشخصية الخيالية لريتشارد شارب) ومجموعات القرون الوسطى لديها نسبة مفرطة من الجنود المدرعين.
وقد انتقد بعض المحاربين القدامى إعادة تمثيل الجيش باعتباره تمجيدا "لما هو حرفيا مأساة إنسانية". "'إذا كانوا يعرفون كيف كانت الحرب'، قال أحد قدامى المحاربين في الحرب العالمية الثانية، 'لن يلعبوا فيها'. وعلاوة على ذلك، فإن بعض الانتقادات النسوية لأنواع معينة من إعادة التمثيل، مثل إعادة تمثيل الحرب الأهلية، "تبني جسما أبيضا رمزيا اصطناعيا، مضمنا في نظام جنساني عنصري قديم: الملابس والأدوات عادة ما تكثف بياض الذكور. وهكذا، حتى لو كان المظهر الخارجي للمنضن الأنثوي النظامي لا تشوبه شائبة، فإن مشاركتها تعتبر غير مقبولة من قبل معظم المقومين الذكور". سمحت بعض عمليات إعادة التمثيل في الآونة الأخيرة للنساء بالمشاركة كمقاتلات طالما أن مظهرهن يمكن أن يمر كذكر من مسافة محددة.
والقلق الأخير هو أن إعادة التمثيل قد تتهم بأنها تتماشى مع المعتقدات السياسية التي حاربت بعض الجيوش التي أعيد تمثيلها من أجلها، مثل النازية أو الجنوب الكونفدرالي. على سبيل المثال، أثارت مشاركة السياسي الأمريكي ريتش إيوت في إعادة تمثيل الحرب العالمية الثانية التي كان فيها في المجموعة التي صورت الجانب الألماني الخامس من فرقة SS Panzer Wiking انتقادات إعلامية خلال حملته الانتخابية في الكونغرس عام 2010. في عام 2017، في الأسابيع التي تلت تجمع لليمين المتطرف في شارلوتسبول بولاية فرجينيا قتل فيه نازي جديد متظاهرا مضادا، اشتكى بعض المعيدين - كما قال أحد المراسلين - من استمالة النازيين الجدد للحرب الأهلية". ووجهت اتهامات مماثلة ضد إيغور جيركين، الذي قاد في الواقع المتمردين المدعومين من بوتين في الغزو الروسي لأوكرانيا وهو أيضا من المتمردين المعروفين.

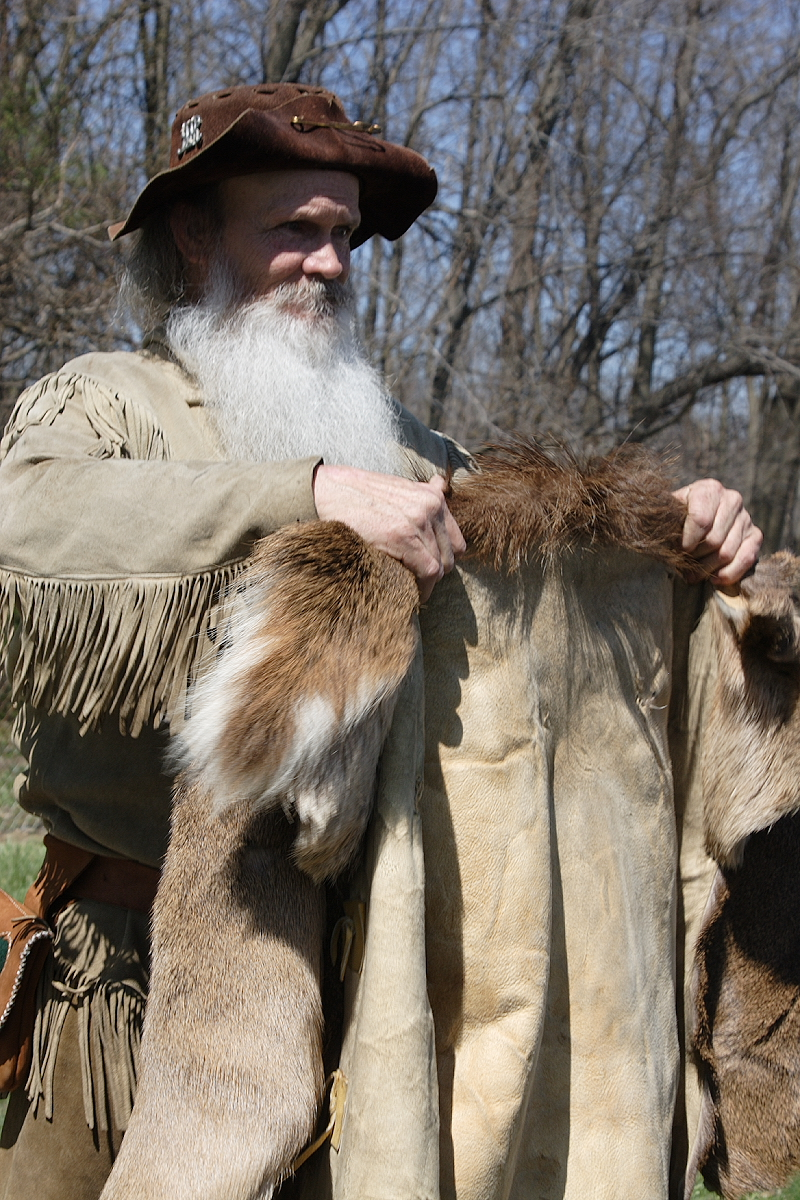
رجل الجبل تجديد تمثيل عرض باكزكينز